# Cristóbal Colón (1897)
El Cristóbal Colón fue un crucero acorazado de la clase Giuseppe Garibaldi operado por la Armada Española que recibía su nombre en memoria de Cristóbal Colón, siendo el quinto buque de la Armada en ser bautizado en honor al almirante. Entró en servicio en Génova, Italia en 1896 y fue hundido en Santiago de Cuba, Cuba en 1898 durante la Batalla naval de Santiago de Cuba, a la que fue enviado sin su artillería principal.
Fue uno de los buques que integraban la Escuadra del Almirante Cervera durante la guerra de Cuba.

"…Y así es que no nos cansaremos de decir que los buques eran magníficos; que en instrucción no cedían a los mejores de cualquier marina del mundo".
Víctor M. Concas y Palau, La Escuadra del Almirante Cervera

## Armamento
Su artillería principal, estaba previsto que hubiera estado compuesta por 2 cañones Armstrong de 254 mm que nunca llegó a montar tanto por haberse considerado defectuosos los dos ofrecidos en un primer momento por la casa Armstrong de Pozzuli por considerarlos inservibles, dándose además la circunstancia de que uno de los citados cañones, había sido rechazado previamente por los citados defectos por la Regia Marina para el acorazado Dandolo. El conflicto con los Estados Unidos, y el posterior bloqueo armamentístico, provocaron que el buque entrara finalmente en servicio sin su artillería principal. Sin embargo, el Almirante Cervera, era partidario de aceptar estos cañones defectuosos, a mandar el buque al combate sin ellos
Contaba como armamento secundario con 10 cañones Armstrong de 152 mm, 6 cañones Armstrong de 120 mm, 10 cañones Nordenfelt de 57 mm, 10 cañones Nordenfelt de 37 mm, 2 ametralladoras y 5 tubos lanzatorpedos.

## Historial

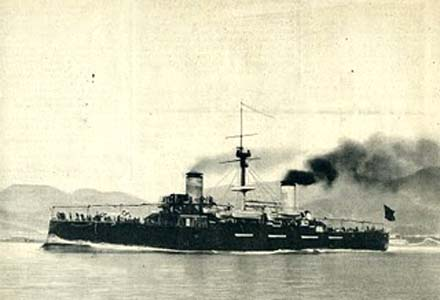
El Cristóbal Colón en pruebas de mar en 1897.

Fue adquirido ante la inminencia de la guerra con los Estados Unidos. Su artillería principal fue rechazada por defectuosa, con lo que se incorporó sin cañones de grueso calibre a la Armada.
El 8 de abril de 1898, zarpó junto al Infanta María Teresa de Cádiz bajo el mando del Almirante Cervera con rumbo a San Vicente, Cabo Verde, adonde arriban el 15 de abril, allí les esperaban tres destructores y tres torpederos al mando de Fernando Villaamil, y el 18, se les unieron procedentes de La Habana el Vizcaya y el Oquendo, sorprendiéndoles en ese fondeadero la declaración de guerra el 25 de abril, zarpando el 29 del mismo mes, para arribar a Curaçao el 14 de mayo y a Santiago de Cuba el 19 de mayo, donde son bloqueados por la flota estadounidense el 27 de mayo. Ante el avance de las tropas estadounidenses por tierra, el capitán general Ramón Blanco, ordenó a la flota de Cervera que abandonase Santiago.

### Combate naval de Santiago de Cuba

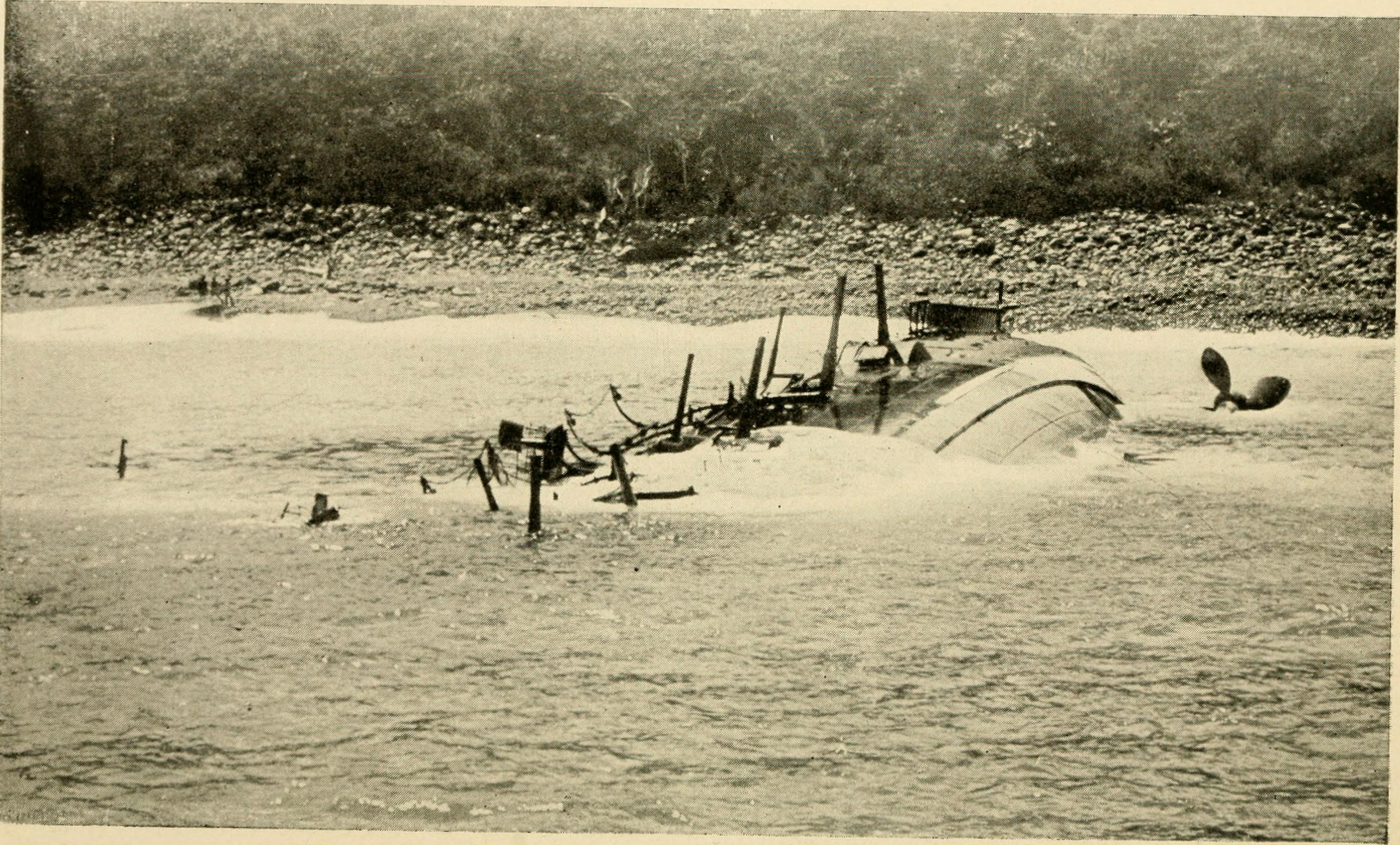
Restos del Cristóbal Colón tras la batalla.

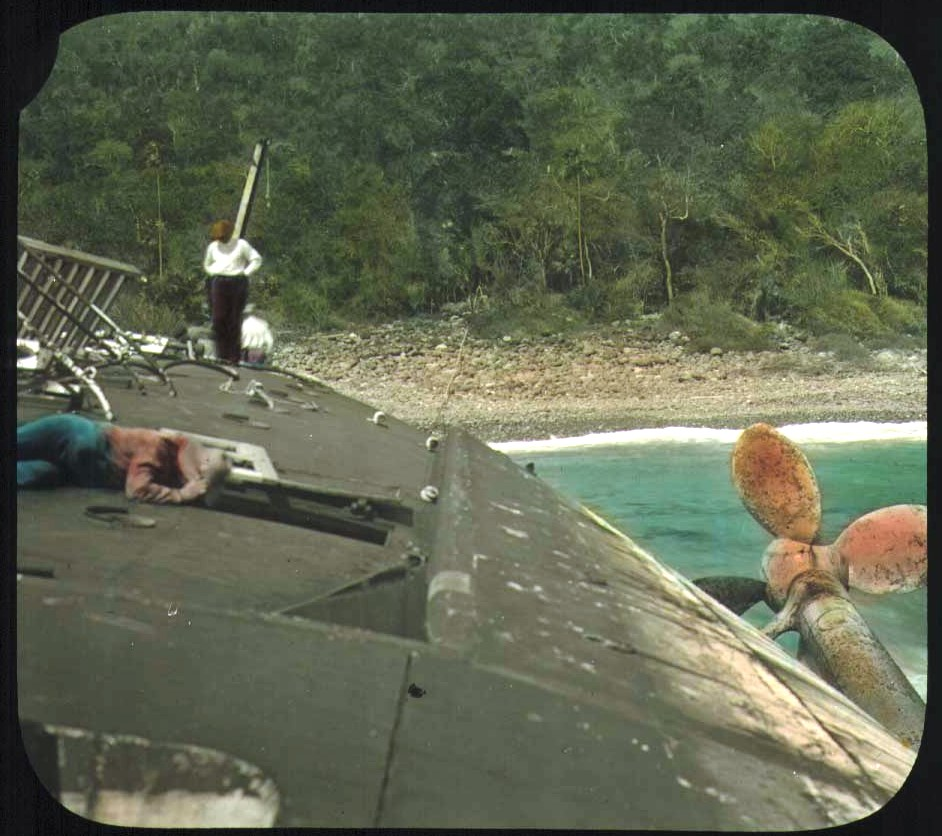
Marineros estadounidenses inspeccionando los restos del buque en 1899 para un posible reflote.

El Cristóbal Colón, que era el único barco que parecía poderse poner a salvo al ser el más rápido de ambas flotas, fue el tercer buque en salir de la bahía de Santiago el 3 de julio de 1898. El Colón, un buque rápido, consiguió tomar distancia de los barcos enemigos hasta que consumió todo el carbón de buena calidad que llevaba y tuvo que comenzar a utilizar un carbón de mala calidad cargado en Santiago de Cuba. Perdió velocidad y fue alcanzado por los estadounidenses.
Su comandante, el capitán de navío Emilio Díaz-Moreu, como en los otros casos decidió embarrancarlo y evitar que cayera en manos del enemigo. La tripulación abrió las válvulas que inundaron el barco en la desembocadura del río Turquino, a unos 90 kilómetros de la entrada de la bahía de Santiago. Fue el buque español menos dañado y hoy es el pecio mejor conservado de la flota de Cervera.
El Cristóbal Colón, de hecho, prácticamente quedó indemne, y eso que un crucero acorazado nada tenía que hacer frente a un poderoso acorazado. Los norteamericanos intentaron desembarrancar el Colón remolcándolo con el USS Oregon con la intención de incorporarlo a su flota, pero la precipitación hizo que no tuvieran en cuenta el hecho de que la tripulación española hubiera abierto las válvulas de fondo para inundar el buque, con lo cual zozobró y se perdió definitivamente.
Fue el máximo exponente de la improvisación y mala planificación de la escuadra española, pues, sin su artillería principal, se mandó un buen barco a un combate en el que no tenía ninguna posibilidad.
En la actualidad se ha creado el Parque Subacuático Batalla Naval de Santiago de Cuba para preservar los pecios de los barcos y realizar homenaje a los valientes marinos que perecieron en el lugar. Se pueden realizar inmersiones acuáticas.

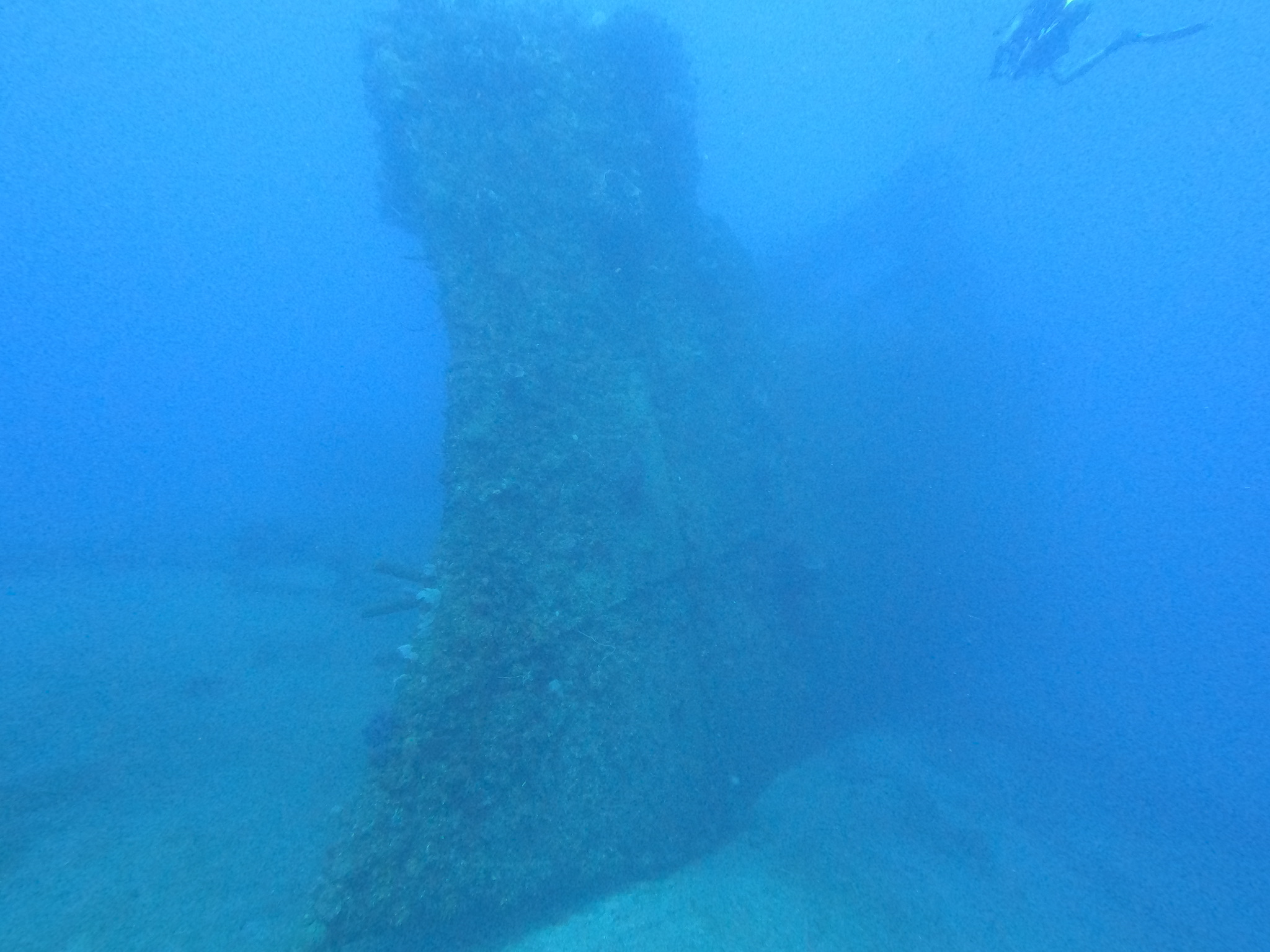
Pecio del crucero acorazado Cristóbal Colón en la actualidad. Se aprecia la quilla y el boquete realizado con explosivos por Jacques Cousteau en su búsqueda del tesoro.

### Buques de la clase
• ARA Garibaldi
• ARA San Martín
• ARA General Belgrano
• ARA Pueyrredón
• Giuseppe Garibaldi
• Varese
• Francesco Ferruccio
• Kasuga 
• Nisshin

### Listas relacionadas
• Cruceros de la Armada de España
• Cruceros acorazados por país